# NGC 266
NGC 266 è una vasta galassia a spirale barrata situata nella costellazione dei Pesci.

## Descrizione
La galassia ha una classe di luminosità I-II e presenta una larga riga a 21 cm dell'idrogeno neutro.
NGC 266 viene inoltre classificata come una regione nucleare a linee di emissione a bassa ionizzazione (nella letteratura in lingua inglese abbreviata in "LINER", acronimo di "Low-Ionization Nuclear Emission-line Region") (LINER b), cioè una galassia il cui nucleo presenta uno spettro di emissione caratterizzato da righe originate da atomi debolmente ionizzati.
NGC 266 è stata usata da Gérard de Vaucouleurs come esempio del tipo morfologico SB(rs)ab nel suo atlante delle galassie.

## Scoperta
NGC 266 è stata scoperta il 12 settembre 1784 dall'astronomo britannico di origine tedesca William Herschel.

## Buco nero supermassiccio
In base alle misure di luminosità della banda K nell'infrarosso vicino del bulbo galattico di NGC 266, il buco nero supermassiccio che si ritiene sia presente al suo centro dovrebbe avere una massa di 107,9 {\displaystyle M_{\odot }} (79 milioni di masse solari).

## Supernova
Il 5 ottobre 2005, all'interno di questa galassia è stata scoperta la supernova "SN 2005gl" classificata di tipo II n.
L'oggetto è stato scoperto dagli astronomi amatoriali americani Tim Puckett e Peter Ceravolo e dal giapponese Yasuo Sano.
In un'immagine della galassia che era stata ripresa il 10 settembre, non c'era alcuna evidenza della supernova; questo significa che l'esplosione è stata successiva a quella data. Il progenitore di questa supernova è stato identificato in una ipergigante che era molto probabilmente una variabile luminosa blu.

## Gruppo di NGC 315
NGC 266 fa parte del gruppo di NGC 315, un raggruppamento che comprende almeno una quarantina di galassie. Oltre a NGC 266, i principali membri del gruppo sono: NGC 226, NGC 243, NGC 252, NGC 260, NGC 262, NGC 311, NGC 315, NGC 338, IC 43, IC 66 e IC 69.